# Hypovolæmisk shock
Hypovolæmisk shock er shock skabt af et stort væsketab, eksempelvis ved større blødninger, eller svær dehydrering. Symptomer på shock er lavt blodtryk, høj puls, bleg og kold hud. Ved et lavt blodtryk er der utilstrækkelig blodgennemstrømning i de vitale organer. Nedsat gennemblødning af organer kan føre til iskæmi, der kan resultere i organsvigt.
Behandling af hypovolæmisk shock består først og fremmest at genetablere blodvolumen, enten igennem en blodtransfusion, eller ved en infusion af isotonisk saltvand.